# 施米滕赫黑山

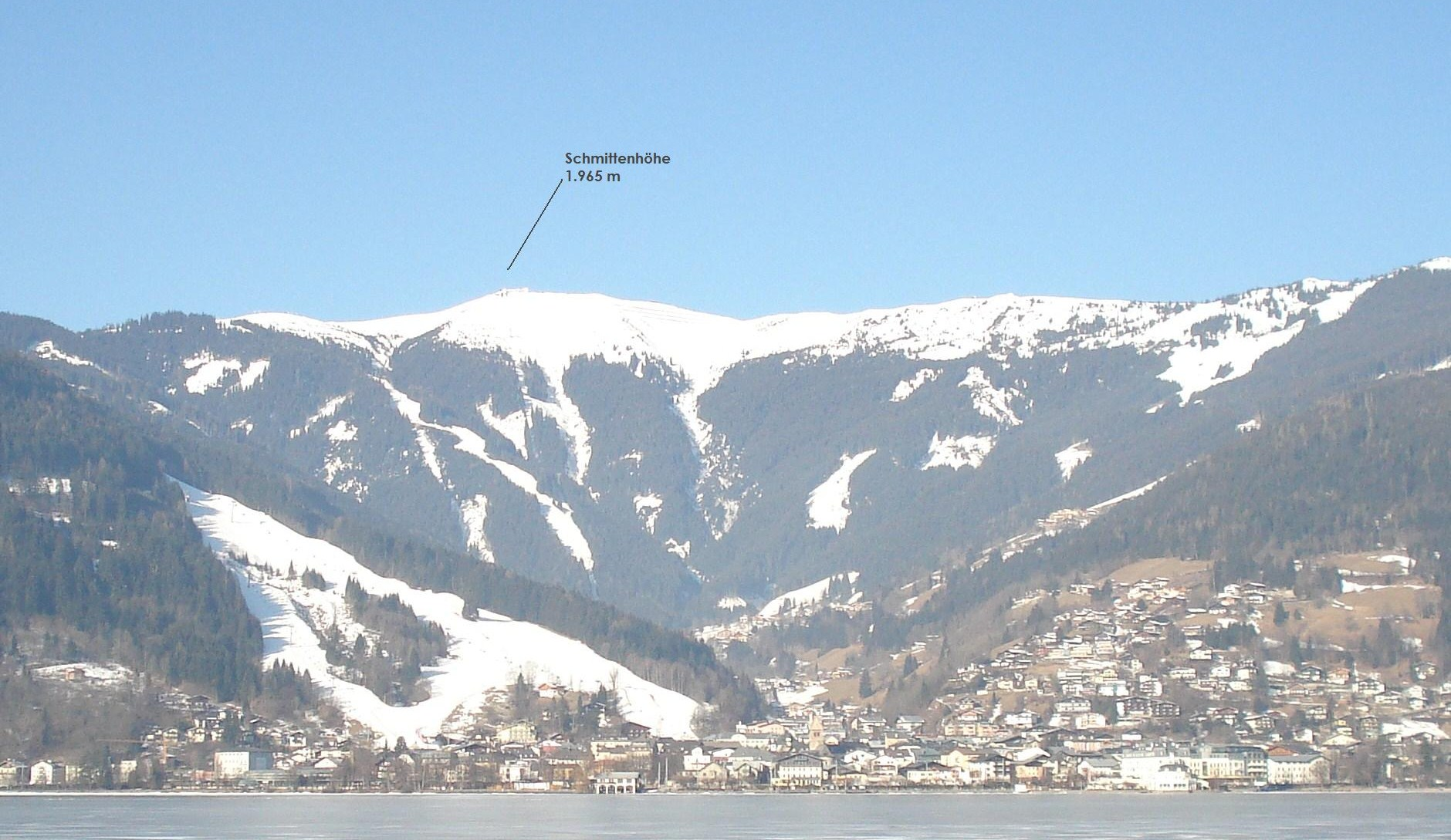

47°19′45″N 12°44′16″E / 47.32917°N 12.73778°E
施米滕赫黑山（德語：Schmittenhöhe），是奧地利的山峰，位於該國西部，由薩爾茨堡州負責管轄，屬於基茨比爾阿爾卑斯山脈的一部分，海拔高度1,965米，每年平均降雨量2,073毫米。